# Список населённых пунктов Моргаушского района Чувашии
Список населённых пунктов Моргаушского района Чувашии
- Авданкасы
- Адабай
- Адикасы
- Акрамово
- Актай
- Александровское
- Анаткасы
- Анаткасы
- Апчары
- Ахманеи
- Басурманы
- Большие Татаркасы
- Большие Токшики
- Большое Карачкино
- Большой Сундырь
- Васильевка
- Васькино
- Верхние Олгаши
- Верхние Панклеи
- Верхний Томлай
- Вомбакасы
- Вурманкасы
- Вурмой
- Вускасы
- Дворики
- Демкино
- Елачкасы
- Елжихово
- Елкино
- Елхово
- Ермаково
- Ешмолай
- Ивановка
- Идагачкасы
- Ижелькасы
- Изедеркино
- Ильбеши
- Ильинка
- Ирхкасы
- Ихонькино
- Иштереки
- Кадикасы
- Кадыкой
- Калайкасы
- Калмыково
- Канаш
- Карамалькасы
- Карманкасы
- Карманкасы
- Кармыши
- Кашмаши
- Коминтерн
- Кораккасы
- Костеряки
- Кубасы
- Кумыркасы
- Куськино
- Кюрегаси
- Ландыши
- Лапкасы
- Лебедкино
- Лесные Хачики
- Магазейная
- Максикасы
- Малиновка
- Малые Татаркасы
- Мемеккасы
- Мижары
- Милюдакасы
- Молгачкасы
- Моргауши
- Москакасы
- Мурзаково
- Нижние Олгаши
- Нижние Панклеи
- Нижние Хачики
- Нижний Томлай
- Нискасы
- Новое Чемеево
- Новое Шокино
- Новые Мадики
- Новый Томлай
- Нюреть
- Обрыскино
- Одаркино
- Ойкас-Абаши
- Ойкасы
- Оргум
- Ориинино
- Оточево
- Охтикасы
- Падаккасы
- Падаккасы
- Паймурзино
- Первое Мая
- Петровка
- Пикикасы
- Пожедановка
- Полевые Хачики
- Рогож
- Рыкакасы
- Сарчаки
- Семенькасы
- Сендимир
- Сене-Хресчен
- Сергеевка
- Сесмеры
- Сидуккасы
- Синьял-Акрамово
- Синьял-Моргауши
- Синьял-Оринино
- Синьял-Оточево
- Синьял-Хоракасы
- Соляной
- Сосновка
- Старое Шокино
- Старые Мадики
- Сыбайкасы
- Сюлеменькасы
- Сюлово
- Сюмерткасы
- Сюрла-Три
- Сюткюль
- Сяран-Сирмы
- Сярмыськасы
- Сятракасы
- Сятракасы
- Тереси
- Тиуши
- Тойгильдино
- Тойшево
- Токшики
- Тораево
- Торинкасы
- Торханы
- Тренькино
- Турикасы
- Тябакасы
- Хозанчино
- Хоп-Кибер
- Хоракасы
- Хорнкасы
- Хорной
- Хундыкасы
- Хыркасы
- Чамыши
- Чебелькасы
- Чемеево
- Чуманкасы
- Чураккасы
- Чурикасы
- Шатракасы
- Шатьмапоси
- Шептаки
- Шербаши
- Шерек
- Шомиково
- Шоркасы
- Шупоси
- Шупоси
- Эхветкасы
- Юдеркасы
- Юнга
- Юнгапоси
- Юрмекейкино
- Юськасы
- Ягаткино
- Ямолкино
- Ярабайкасы
- Яраккасы
- Ярославка
- Ятманкино